# 太忠镇
太忠镇，是中华人民共和国云南省普洱市景东彝族自治县下辖的一个乡镇级行政单位。
2012年12月28日，云南省人民政府批复同意撤销太忠乡，设立太忠镇。

## 行政区划
太忠镇下辖以下地区：
大水井村、叶家坡村、嘎仰村、岔箐村、大松树村、平掌村、三合村、花石村、沾牛村、麦地村、大柏树村、王家村、方家箐村和大起育村。